# Dražen Žerić
Dražen Žerić Žera, bosansko-hercegovski glasbenik in klaviaturist, član skupine Crvena jabuka; *20. julij 1964, Mostar, Bosna in Hercegovina.
V Sarajevu je končal glasbeno šolo, oddelek za klavir. Leta 1984 začel igrati v skupini »Žaoke«. Po letu dni je prejel povabilo prijatelja Dražena Ričla, da se pridruži novonastali skupini Crvena jabuka, kjer je še vedno frontman.

## Biografija
Žerić se je rodil v Mostarju v družini bošnjaških profesorjev Nedžiba  in Šemse. Žerić ima brata Damira, ki živi v Rimu.
Odraščal je v Sarajevu, kjer je obiskoval glasbeno šolo za klavir ter osnovno in srednjo šolo. Kasneje je diplomiral iz ekonomije na Univerzi v Sarajevu.
Leta 1992, ko je vojna v Jugoslaviji zajela Sarajevo, se je celotna jugoslovanska glasbena scena sesula. Žera je dve leti pod srbskim obleganjem Sarajeva preživel s humanitarnim delom in dobrodelnimi koncerti skupaj s pevci Kemalom Montenom, Mladenom Vojičićem Tifom in Zlatanom Fazlićem-Fazlom.
Žerić se je konec leta 1994 preselil v Zagreb. Kmalu je dobil hrvaško državljanstvo, v začetku 1995 je podpisal pogodbo s hrvaško glasbeno založbo Tutiko (katere lastnik je bil Zrinko Tutić), s katero je ponovno združil Crveno Jabuko, vključno z njihovim prvotnim sarajevskim bobnarjem Darkom Jelčićem - Cunjo.

## Kariera
V obdobju od začetka do sredine leta 1985 je Zlatko Arslanagić s prijatelji Draženom Ričlo, Aljošom Buho in Cunjo Jelčićem oblikoval glasbeno zasedbo. To je bil začetek Crvene jabuke.
Crvena jabuka je hitro postala ena najuspešnejših zasedb v Jugoslaviji, ki je leto za letom, od 1985 do 1990, osvajala vrhove lestvic. Leta 1986 so doživeli člani skupine na poti na koncert v Mostar hudo prometno nesrečo pri Jablaniškem jezeru; Aljoša Buh je izgubil življenje na kraju nesreče. Oktobra 1986 je za posledicami nesreče umrl še pevec Dražen Ričl. Kitarist in drugi člani skupine so bili huje poškodovani. Po nesreči je minilo leto dni in oboževalci so pričakovali, da skupina nadaljevala z Ričlovo glasbo. Žera in Zlaja sta imela nekaj pesmi, ki jih je napisal in zložil Ričl, zato so Žerića, ki je bil pred nesrečo klaviaturist, imenovali za pevca. Čez nekaj časa je Žerić poleg Bajage in Borisa Novkovića postal eden največjih najstniških idolov.
Tako imenovana jugoslovanska leta zasedbe so se končala leta 1990 z zmago na prestižni glasbeni nagradi MESAM v Beogradu, ki je okronala njihov najuspešnejši album Tamo gdje ljubav počinje .
Povratniški album U tvojim očima je izšel spomladi 1996 in požel velik uspeh. Od takrat je skupina izdala štiri studijske albume in en koncertni album v več kot 500.000 izvodih po vsem svetu, s čimer je postala najbolje prodajana skupina vseh časov na območju bivše Jugoslavije, pred najbolj znano jugoslovansko zasedbo vseh časov, Bijelo Dugme.

## Zasebno življenje
Stalne turneje so vplivale na njegovo zdravje. Večkrat so poročali o njegovem prekomernem popivanju. Leta 1998 ga je hrvaška policija ustavila na hrvaško-slovenski meji in ga kasneje pridržala, domnevno zaradi neprihoda na občinsko sodišče v Zagrebu, kjer naj bi mu sodili v sodnem postopku zaradi vožnje pod vplivom alkohola. Postopek so kasneje opustili, Žerić pa je dobil pogojno kazen.
Leta 2008 se je poročil. Ima hčerki dvojčici.
Leta 2017 je Žerić odprl Žera Bar, s pogosto tematiko domače in tuje pop glasbe.